# Jequermixe
ɢJequermixe (Jekermiš) foi um atabegue de Moçul de 1102 a 1107. Não tentou nenhuma ação contra os francos, exceto contra Balduíno II, conde de Edessa, que era seu vizinho.

## Vida
Em 1102, Jequermixe era governador de Jazirate ibne Omar, nas margens do Tigre, enquanto a cidade de Moçul era disputada entre os tenentes de Querboga, que acabou de morrer. Este último nomeou seu tenente Soncorja para sucedê-lo, mas os notáveis preferiram outro notável, Muça, o turcomano, e o chamaram. Pensando que Muça veio jurar lealdade a ele, Soncorja o acolheu, então o mal-entendido degenerou em uma briga durante a qual Soncorja foi morto por um seguidor de Muça.
Foi nesse ponto que Jequermixe, apoiado pelo sultão seljúcida Berquiaruque, tentou tomar Moçul. Primeiro tomou Nísibis, depois sitiou Moçul, mas Muça foi resgatado por Soquemã ibne Ortoque, emir de Mardim, e Jequermixe suspendeu o cerco. Pouco depois, Muça foi assassinado e Jequermixe se estabeleceu em Moçul. Em 1103, a guerra travou-se entre os sultões seljúcidas Berquiaruque e seu irmão Maomé I e terminou com uma partição em janeiro de 1104, quando Maomé recebeu a Mesopotâmia, enquanto Berquiaruque controlava a Pérsia. Na primavera de 1104, os francos Balduíno II, Boemundo I e Tancredo avançam no norte da Mesopotâmia e sitiam Harã. A cidade tinha pouca importância, mas se caísse pode servir de base para os ataques francos a Moçul e possivelmente a Baguedade. Jequermixe e Soquemã, que estavam em guerra então se reconciliaram para formar uma frente comum, venceram a Batalha de Harã em 7 de maio de 1104 e capturaram Balduíno e Joscelino I. Mas os dois aliados se separam imediatamente e não puderam explorar seu sucesso. Por duas semanas em junho de 1104, Jequermixe sitiou Edessa em vão.
O sultão Maomé I buscou afirmar sua suserania sobre Moçul, mas Jequermixe, alegando que mantinha sua fortaleza para Berquiaruque, se recusou a se submeter, e Maomé sitiou a cidade. Berquiaruque morreu em janeiro de 1105 e Jequermixe concordou em reconhecer Maomé, e este desistiu de sua repressão, com pressa para ir à Pérsia para tomar o território de seu irmão. Na primavera de 1106, uma coalizão de príncipes muçulmanos formada por Raduano de Alepo, Ilgazi e Albi ibne Arslantaxe, genro de Jequermixe, reuniu-se e planejou atacar o Principado de Antioquia, quando Ilgazi considerou preferível eliminar Jequermixe. Os aliados então sitiaram Nísibis, uma cidade importante para Jequermixe, que só escapou por meio de um estratagema pelo qual confundiu Raduano e Ilgazi.
Jequermixe começa a mostrar inclinações à independência e negligenciou prestar homenagem ao sultão Maomé I que, descontente, retirou Moçul dele e nomeou em seu lugar um de seus oficiais, Jauali Sacaua. Este último entrou em campanha para conquistar sua fortaleza e derrotou Jequermixe nas margens do Tigre. No entanto, os habitantes de Moçul, fiéis a seu atabegue que os governou sabiamente e temendo a crueldade de Jauali, recusam-se a abrir os portões para ele e pediram a ajuda Quilije Arslã I, sultão de Rum. Furioso, Jauali executou Jequermixe e suspendeu o cerco.